# Anfictionia
A Anfictionia (do grego αμφικτιονία, por sua vez com origem em αμφί (ambos) + κτίζω (construir), pelo que etimologicamente significa fundação conjunta) era uma liga religiosa que agrupava doze povos (não cidades), quase todos da Grécia central, nos tempos do Período Arcaico antes do surgimento da Pólis, e períodos seguintes da Grécia Antiga. 
Ao longo da história houve várias anfictionias. As mais importantes foram:
- a de Argos, junto do templo de Hera,
- a das Termópilas, junto do templo de Déméter,
- a de Delfos, junto do templo de Apolo.

Os anfictiões, membros da anfictionia das Termópilas, tinham as suas reuniões no santuário de Deméter em Antela, perto das Termópilas. Como o oráculo de Delfos tinha já fama maior que o oráculo de Deméter, trasladaram aí a sede desta confederação, sem por isso abandonar o outro santuário. Os anfictiões reuniam-se duas vezes por ano, alternando Delfos com Antela. Quando se fundou tinha um carácter puramente religioso, mas aos poucos foi mudando para acabar por ser verdadeiramente uma assembleia política, com grandes influências em decisões desta índole.
Tinha um conselho composto pelos hieromnémones, homens designados por cada comunidade. Os doze povos designavam vinte e quatro membros deste conselho (dois délfios, dois tessálios, dois fócios, dois dórios (um de Esparta e outro de Dórida), dois jónios, dois beócios, dois lócrios, dois aqueus de Ftiótida, dois magnésios, dois enianos e mais dois malienos).

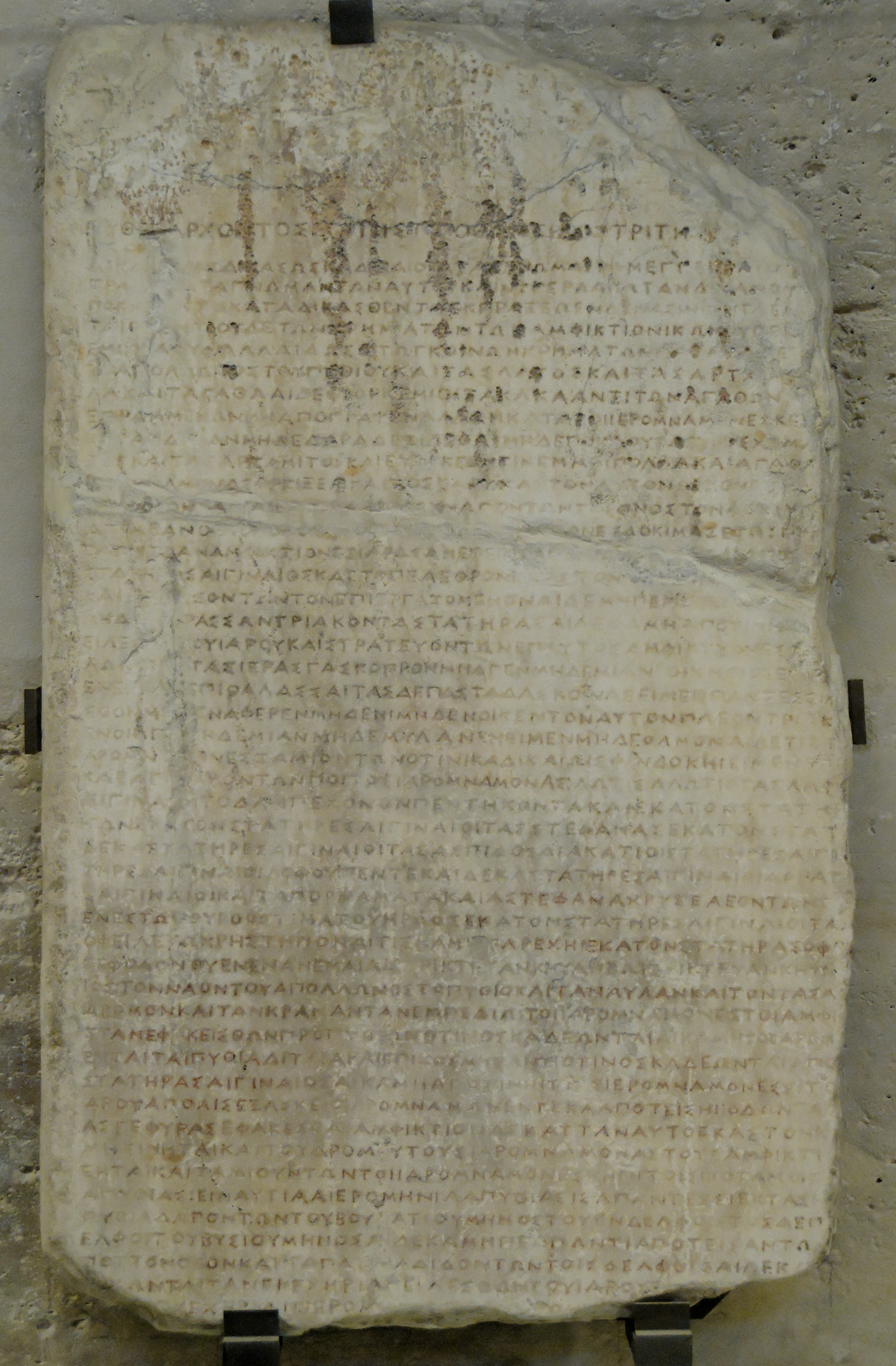
Lei anfictiónica de Delfos (século IV a.C., mármore, de Égina, coleção do Museu do Louvre)

A última Anfictionia foi a de Delfos: Era muito importante o facto de conservar a hegemonia na administração do templo de Apolo em Delfos e por isso a liga lutou em três das Guerras sagradas que ocorreram, e que de certo modo foram desencadeadas pelos membros da Anfictionia. Durante a quarta guerra (de 339 a.C. a 338 a.C.) Filipe II da Macedónia aproveitou a sua posição na Liga e acabou por dominar as questões políticas e militares nos povos gregos.
A Liga lutou em três Guerras Sagradas desencadeadas por ela para dominar o templo de Apolo em Delfos: a primeira (595 a.C. a 585 a.C.) foi contra a cidade de Crisa, na Fócida. Durante a terceira e a quarta Guerras Sagradas (355 a.C. - 346 a.C. e 339 a.C. - 338 a.C.), o rei Filipe II da Macedónia usou a sua posição na Liga para dominar os assuntos da Grécia.